# Claudia Oberlin
Claudia Oberlin (* 29. Januar 1979) ist eine Schweizer Langstreckenläuferin, die sich auf den Marathon spezialisiert hat. Sie gewann den Zürich-Marathon 2005, bei dem sie schon im Jahr zuvor Zweite in ihrer persönlichen Bestzeit von 2:34:09 h geworden war. Ebenfalls aus dem Jahr 2005 stammt ihre Halbmarathon-Bestzeit von 1:13:30 h.
Oberlin wohnt in Tuggen und arbeitet als Verkaufssupporterin. Sie ist 1,60 m gross, wiegt 45 kg und startet für den LC Zürich.